# Gwyddelwern
Gwyddelwern è un centro abitato del Galles, situato nella contea del Denbighshire.